# Pazifische Rotzunge
Die Pazifische Rotzunge (Microstomus pacificus) ist ein Plattfisch aus dem nordöstlichen Pazifik. Ihr Verbreitungsgebiet reicht von Beringmeer bis zur Baja California. Sie leben auf Weichböden, in Tiefen von 10 bis 1370 Metern, im Winter wandern sie in tieferes Wasser. 

## Merkmale
Die Pazifische Rotzunge hat einen langgestreckten, asymmetrischen, seitlich stark abgeflachten Körper. Beide Augen liegen auf der rechten Körperseite. Das Maul ist klein und erreicht nicht den Vorderrand des unteren Auges. Die Rückenflosse beginnt über der Mitte des oberen Auge. Die Schwanzflosse ist abgerundet. Das Seitenlinienorgan ist fast gerade. Pazifische Rotzungen werden bis zu 76 Zentimeter lang. Die Augenseite ist braun, die Flossen dunkel. Die Blindseite ist hell bis dunkelgrau, manchmal mit roten Punkten. Pazifische Rotzungen sind sehr schleimig.
Flossenformel: Dorsale 90–116, Anale 80–96

## Nutzung
Pazifische Rotzungen werden gefangen und als Filet zum menschlichen Verzehr verkauft oder zu Tierfutter verarbeitet.